# Melperon
Melperon ist ein Neuroleptikum mit einem Butyrophenon-Grundgerüst. Die antipsychotische Potenz (Referenz ist Chlorpromazin) ist der sedativen Komponente unterlegen. Es wird vor allem bei Erregungs- und Spannungszuständen sowie Schlafstörungen eingesetzt. Melperon hat eine sehr niedrige Inzidenz der sog. EPS (extrapyramidale Störungen), es hat im Vergleich mit anderen mittel- und niederpotenten Neuroleptika einen geringen Einfluss auf das Herz-Kreislauf-System und eine sehr geringe delir-induzierende Wirkung, so dass es häufig bei gerontopsychiatrischen Patienten Einsatz findet.

## Pharmakologie

### Indikationen
Melperon findet vor allem bei Erregungs-, Spannungszuständen und Schlafstörungen Einsatz (Dosen von 10–100 mg/Tag oder zur Nacht), es wird jedoch auch bei Verwirrtheitszuständen und alkoholischem Delir (Dosen von 50–200 mg/Tag) eingesetzt. Eine weitere Indikation ist eine zusätzliche Medikation bei ängstlich-depressiven Patienten mit eventueller Schlafstörung (Dosen 25–75 mg/Tag bzw. zur Nacht). Eine antipsychotische (gegen Positivsymptomatik wirkende) Wirkung wird erst bei hohen Dosen erzielt (ca. 200–400 mg/Tag), Melperon wird allerdings in dieser Indikation kaum eingesetzt.

### Pharmakodynamik
Melperon wirkt relativ schwach antidopaminerg durch die Blockade von postsynaptischen D2-Rezeptoren in den mesolimbischen bzw. mesokortikalen Bereichen; Affinität mittelhoch bis hoch und Bindung nur kurzfristig (sog. „Hit-and-Run-Effect“); im nigrostriatalen Bereich ist der D2-Antagonismus noch niedriger, daher geringe Inzidenz der EPS. Auch eine Serotonin-Blockade trägt zu der Wirkung bei.
Melperon wirkt außerdem deutlich antinoradrenerg (α1-Blockade), was vermutlich zu der sedierenden Wirkung beiträgt, diese ist jedoch kurzfristig und die eventuelle hypotensive Wirkung nur schwach.

### Pharmakokinetik
Melperon wird nach peroraler Verabreichung rasch und nahezu vollständig resorbiert und unterliegt einem hohen first-pass Effekt. cmax wird binnen 1–3 Stunden erreicht; Distributionsvolumen Vd = ca. 7–10 l·kg−1, Plasmaeiweißbindung ca. 50 %, Halbwertszeit Tβ (1/2) = ca. 6–8 Stunden (steady-state). Melperon wird rasch und nahezu vollständig in der Leber metabolisiert. Die Elimination geschieht vor allem renal (durch die Nieren), großteils als Metaboliten (intensive Metabolisierung).

## Unerwünschte Wirkungen
Zu den Nebenwirkungen von Melperon gehören unter anderem wie bei anderen Neuroleptika anticholinerge Effekte.

## Herstellung
Die Synthese erfolgt aus 4-Methylpiperidin und 4-Chlor-4′-fluorbutyrophenon durch eine nukleophile Substitution.

## Handelsnamen
MonopräparateBuronil (A), Melneurin (D), Eunerpan (D), zahlreiche Generika (D), Bunil (P)